# Petromyzon
Petromyzon  is een geslacht uit de familie Petromyzontidae. Volgens ITIS en FishBase is het een monotypisch geslacht.

## Indeling[1]
- Petromyzon marinus Linnaeus, 1758 – Zeeprik